# Vittorina Bartolucci
Vittorina Bartolucci, Bartolucci Viktória (Firenze, 1859. április 18. vagy 1861. április 20. – Budapest, 1915. március 4.) operaénekesnő (mezzoszoprán). Pártos Gyula építész felesége, Radnai Miklós zeneszerző, operaigazgató anyósa.

## Pályafutása
Csengő, szép hangjával, játszi természetével már mint a ferrarai leányiskolai növendéke feltűnő jelét adta hivatottságának. E természetes hivatottságot követve lépett először színpadra 1877 december havában Pesaróban. S miután körútjában az összes nagyobb olasz városban tetszést aratott, Verdi újonnan készült Aidájával európai körútra indult. Budapesten 1881 októberében lépett föl először a Favorita címszerepében s oly osztatlan tetszést aratott, hogy azonnal szerződtették. Magyarország iránt való rokonszenvének kifejezéséül csakhamar megtanult magyarul és Bánk bán Gertrudját, Atala címszerepét, Faust és Mephistopheles Margaretáját, a Próféta Fidesét, Carmen címszerepét a legszebb sikerrel énekelte magyarul. 1880-tól a Nemzeti Színház, később az Operaház tagja 1886-ig, majd visszalépett a színpadtól miután nőül ment Pártos Gyula fővárosi műépítészhez. 1900 és 1904 között újból az Operaház tagja volt. Drámai hangja miatt alt szerepeket is énekelt.

## Fontosabb szerepei
- Amneris (Verdi: Aida)
- Carmen (Bizet)
- Gertrúd (Erkel Ferenc: Bánk bán)
- Azucena (Verdi: A trubadúr)